# Józef Jakubowski
Józef Jakub Jakubowski (25. listopadu 1796 Pińczów – 16. března 1866 Krakov) byl rakouský lékař, vysokoškolský pedagog a politik polské národnosti z Haliče, během revolučního roku 1848 poslanec Říšského sněmu.

## Biografie
Působil jako profesor medicíny. Byl profesorem na Jagellonské univerzitě. Měl též titul místodržitelského rady. Uvádí se jako doktor medicíny a chirurgie. Roku 1849 se uvádí jako Joseph Jakubowsky, doktor medicíny a protomedikus v Krakově.
Během revolučního roku 1848 se zapojil do veřejného dění. Ve volbách roku 1848 byl zvolen i na ústavodárný Říšský sněm. Zastupoval volební obvod Krakov-město II. Tehdy se uváděl coby doktor medicíny a protomedikus. Rezignoval v prosinci 1848.
V říjnu 1865 se uvádí, že bývalý poslanec z roku 1848 Jakubowski smrtelně onemocněl. Zemřel v březnu 1866 ve věku 70 let.